# 李秋 (嘉靖進士)
李秋（1510年—？），字伯成，號沽渠，順天府薊州（今天津市蓟州区）人，民籍。明朝政治人物。嘉靖丁未進士，官至宣府巡撫。

## 生平
順天府鄉試第三十八名。嘉靖二十六年（1547年）丁未科進士会试第二百九十五名，第三甲第四十九名。工部觀政，授行人司行人，二十九年九月選授河南道試監察御史，三十年三月實授。三十四年浙江巡盐，復除浙江道御史，三十八年巡按陕西延绥，四十一年十月升南京大理寺右寺丞，四十二年六月轉左寺丞，十一月升大理寺右少卿，十二月轉左少卿。嘉靖四十三年（1564年）累官至宣府巡撫。四十五年正月被弹劾免職回籍。隆慶三年（1569年），起官改巡撫大同。四年正月与辽东巡抚方逢时互行调任，十月被御史赵可怀弹劾不称职，被令致仕。

## 家族
曾祖李文友；祖父李敖；父李杲，壽官。母郭氏。具庆下。弟李秩，将军；李积；李穉；李稢；李穟，嘉靖己未進士、浙江佥事。。子李克讷（李士讷）、李克崇謙（李士謙）、李用识（李士识）、李喜兆、李喜臨。

## 紀念
薊州城內曾有為李秋、李穟所建之“兄弟進士內外憲臺坊”，已不存。